# 遠野小春
遠野 小春（とおの こはる、1981年9月9日 - ）は、日本の元AV女優。東京都出身。

## 略歴
2000年、『愛をください』（アリスJAPAN）でAVデビュー。
2001年、『LEGEND』のレンタル開始をもって引退。

## 作品

### アダルトビデオ（単体作品）
2000年
- 愛をください（11月24日、アリスJAPAN）
- 恋に抱かれた夜（12月29日、アリスJAPAN）

2001年
- スターダスト エンジェル（1月26日、アリスJAPAN）
- 春よ、来い…（2月16日、アリスJAPAN）
- PETIT-FAIRY もう離さないで（3月30日、アトラス21）
- COS-PARA（4月23日、アトラス21）
- 激唇（5月30日、アトラス21）
- 痴女姫（6月25日、アトラス21）
- 遠野小春スペシャル（7月19日、アリスJAPAN）※総集編
- 素顔で癒して アクメの肖像（7月25日、アトラス21）
- マイ・キューティーワイフ（8月19日、アトラス21）
- すっぱだか（9月17日、アトラス21）
- 恋…微妙気分（10月24日、アトラス21）
- 洗礼マリオネット（11月19日、アトラス21）
- LEGEND（12月18日、アトラス21）

2004年
- BEST4時間 遠野小春 （2004年5月28日、アトラス21）※総集編
- BEST4時間 遠野小春2 （2004年9月24日、アトラス21）※総集編

### アダルトビデオ（オムニバス）
2001年
- MIDNIGHT BLUE Gal's 2001 （7月20日、アトラス21） ※総集編

2002年
- 潮吹き女優ランキング（5月13日、アトラス21） ※総集編
- COS-PARA Special（8月9日、アトラス21） ※総集編
- Atlas Adult Actress Vol.3 （11月12日、アトラス21） ※総集編

2003年
- Fresh!ウエイトレスCLUB（2月12日、アトラス21） ※総集編
- みるきぃダイアリー（7月16日、アトラス21） ※総集編

### オリジナルビデオ
- どチンピラ コマシの仁（2001年8月24日 アンカー・ビュジュアルネットワーク）
  - どチンピラ2 コマシの仁 （2001年10月26日 アンカー・ビュジュアルネットワーク）
- 援助交際撲滅運動（2001年11月3日 キングレコード）

### 写真集
- 「小春」
- 「スーパー写真塾」 2001年11月
- 「TENYO 10」